# Wall Ferraz
Wall Ferraz est une municipalité brésilienne située dans l'État du Piauí.